# Litewski Związek Liberałów
Litewski Związek Liberałów (lit. Lietuvos liberalų sąjunga, LLS) – litewska liberalna partia polityczna, działająca w latach 1990–2003.

## Historia
Ugrupowanie zostało założone w 1990 na bazie klubów liberalnych powoływanych w tym okresie m.in. w Kownie i na Uniwersytecie Wileńskim. Do LLS przystąpiła grupa niespełna dziesięciu posłów, głównie wywodzących się z KPL. Na czele Związku stanął natomiast jeden z założycieli niepodległościowego Sąjūdisu, filozof Vytautas Radžvilas.
W 1992 partia otrzymała 2,10% głosów i nie wprowadziła żadnych swoich przedstawicieli do Sejmu. Cztery lata później z wynikiem 1,84% nie przekroczyła progu wyborczego, uzyskując jeden mandat w okręgu większościowym. W 1999 na czele liberałów stanął Rolandas Paksas, były premier, dotąd związany ze Związkiem Ojczyzny.
W wyborach parlamentarnych w 2000 Związek Liberałów odniósł sukces, zajmując trzecie miejsce z wynikiem 17,25% głosów na listę krajową, otrzymując łącznie 34 mandaty w 141-osobowym parlamencie. Partia utworzyła koalicję rządową razem z Nowym Związkiem. W ramach podziału stanowisk lider socjalliberałów, Artūras Paulauskas, został wybrany na urząd przewodniczącego Sejmu, zaś premierem został przewodniczący LLS.
W 2001 NS wycofał swoich ministrów, co doprowadziło do upadku rządu. Po zawiązaniu się nowej większości parlamentarnej liberałowie przeszli do opozycji. W tym samym roku Rolandas Paksas wraz z około dziesięcioma innymi posłami opuścili frakcję, przystępując do tworzenia własnego ugrupowania pod nazwą Partia Liberalno-Demokratyczna.
W 2003 LLS wraz ze Związkiem Nowoczesnych Chrześcijańskich Demokratów i Litewskim Związkiem Centrum zjednoczył się w ramach nowej formacji pod nazwą Związek Liberałów i Centrum.

## Przewodniczący
- 1990–1993: Vytautas Radžvilas
- 1993–1995: Šarūnas Davainis
- 1995–1996: Ginutis Vencius
- 1996–1999: Eugenijus Gentvilas
- 1999–2001: Rolandas Paksas
- 2001–2003: Eugenijus Gentvilas